# Congregació per als Instituts de Vida Consagrada i Societats de Vida Apostòlica
La Congregació per als Instituts de Vida Consagrada i Societats de Vida Apostòlica és una Congregació de la Cúria Romana responsable de tot el que fa referència als Instituts de vida consagrada (ordes, congregacions religioses masculines o femenines i instituts seculars), així com les Societats de vida apostòlica en referència al règim, la disciplina, els estudis, els béns, els drets i els privilegis. També té competències amb relació a la vida dels eremites, les verges consagrades i les seves associacions així com les noves formes de vida consagrada. La seva competència s'estén a tots els aspectes de la vida consagrada. També és competent pel que fa a les Associacions de fidels que pretenen convertir-se en Instituts de vida consagrada o Societats de vida apostòlica, així com per les Terceres Ordes seculars.